# 赤郷村
赤郷村（あかごうそん）は、山口県美祢郡にあった村。現在の美祢市美東町絵堂・美東町赤にあたる。

## 地理
- 山岳 ： 大谷山、桂木山、北山、烏帽子岳、真名ヶ岳、鞍掛山、権現山、城前山、寺山
- 河川 ： 大田川

## 歴史
- 1889年（明治22年）4月1日 - 町村制の施行により、絵堂村・赤村の区域をもって発足。
- 1937年（昭和12年）4月14日 - 近隣の市町村で山火事が多発。赤郷村の消防組員が応援に向かうが、組員を乗せたトラックが路外に転落して死者3人、負傷者十数名[1]。
- 1954年（昭和29年）10月1日 - 大田町・綾木村・真長田村と合併して美東町が発足。同日赤郷村廃止。

## 交通

### 鉄道
旧村域に鉄道は通っていない。鉄道を利用する場合の最寄り駅は、JR山陰本線長門三隅駅。

### 道路
- 有料道路
  - 小郡萩道路（絵堂ICが赤地区にある）
- 一般国道
  - 国道490号
- 主要地方道
  - 山口県道28号小郡三隅線
  - 山口県道32号萩秋芳線
- 一般県道
  - 山口県道239号銭屋美祢線
  - 山口県道241号秋吉台絵堂線
  - 山口県道242号秋吉台公園線
  - 山口県道308号明木美東線
  - 山口県道333号奥秋吉台公園線